# Fahrenheit 451 (película de 1966)
Fahrenheit 451 es una película de ciencia ficción dirigida por François Truffaut, estrenada en 1966 y protagonizada por Oskar Werner, Julie Christie y Cyril Cusack. Está basada en la novela homónima de Ray Bradbury y el argumento se desarrolla en una sociedad controlada en un futuro opresivo, en el que el gobierno envía bomberos para destruir toda la literatura para impedir la revolución y el pensamiento.
Fahrenheit 451 se estrenó en 1966, un año después del estreno de una película distópica Alphaville, dirigida por el amigo y colega cineasta de Truffaut, Jean Luc Godard. Truffaut escribió en una carta: "No se debe pensar que Alphaville dañará en absoluto a Fahrenheit", pero se equivocó.
La adaptación de Truffaut se diferenciaba de la novela al representar a Montag y Clarisse enamorándose. Otro aspecto notable de la película es que Julie Christie interpreta a dos personajes, Clarisse y Mildred, la esposa de Montag, cuyo nombre fue cambiado a Linda en la adaptación. Esta fue la primera película en color de Truffaut y constituye la única película rodada en inglés.
En el 27º Festival Internacional de Cine de Venecia, el largometraje fue nominado a la categoría León de Oro.

## Argumento
La película sitúa en una sociedad posterior al año 2010, donde la tarea de los bomberos ya no es la de apagar incendios (las casas de ese momento no son inflamables) sino la de quemar libros, ya que, según su gobierno, leer impide ser felices porque llena de angustia; al leer, los hombres comienzan a pensar, analizan y cuestionan su vida y la realidad que los rodea. El objetivo del gobierno es impedir que los ciudadanos tengan acceso a los libros, pues vela para que los ciudadanos sean felices, que no cuestionen sus acciones y rindan en sus labores.
En este contexto se encuentra Guy Montag, un bombero que en principio no cuestiona estas leyes y está dispuesto a cumplirlas. Durante el desarrollo de la película Montag conoce a una muchacha de 17 años en el monorraíl, Clarisse McClellan. Durante esta primera interacción, Clarisse le comenta a Montag que: «a ella y a su familia los tachan de "antisociales” porque piensan por sí mismos». Al principio, Montag la tacha de loca, pero es esa joven la que empieza a generar en él la duda sobre si verdaderamente es feliz, además de despertar su curiosidad sobre los libros que quema.
Montag comienza a leer y esto implica no solo ir contra las leyes que antes no ponía en tela de juicio, sino que empieza a darse cuenta de la farsa en la que vive y su consecuente infelicidad.  
Montag, a partir de aquí, comienza a volverse en contra de lo que antes creía, desafiando a la ley en diversas ocasiones y admirando la forma de vivir de Clarisse y su familia. La familia de Clarisse es arrestada, pudiendo ella escaparse. Tras un furtivo encuentro con Montag, donde le cuenta que se irá a vivir con los hombres-libro, los cuales son un grupo de personas que han logrado escaparse de la ley o huir antes de ser atrapados y, que para conservar los libros, pero a su vez no cometer un delito por ello, se aprenden un libro cada uno de memoria, pasando su identidad a ser la del libro sustituyendo su nombre por el título de la obra y su autor.
Tras esto, Montag tiene varios desacuerdos con su esposa Mildred (Linda en la película), quien está completamente absorbida por esa sociedad enfermiza. Tras pedirle a esta que elija entre los libros y ella, ella decide denunciarle.
Aún trabajando en el cuerpo de bomberos, Montag y sus compañeros salen a acudir una emergencia, descubriendo que se dirigían a su propia casa. Tras quemar casi todos los libros, Montag esconde uno, y tras incendiar su propia casa, logra escapar, quemando en el proceso a su jefe. Finalmente llega a con los hombres-libro, reencontrándose con Clarisse.
"Fahrenheit 451" (equivalente a 233 °C) recibió ese título porque la novela menciona que es la temperatura a la que arde el papel.

## Producción
Los abogados hollywoodenses de la Universal (productora de la cinta) no querían que se quemaran los libros de Faulkner, Sartre, Proust, Genet, Salinger, Audiberti...: "Limítese a los libros que pertenezcan al dominio público", dicen por temor a eventuales procesos. Eso sería absurdo. He consultado a un abogado de Londres que afirma: "Ningún problema. Tiene usted todo el derecho de citar todos los títulos y autores que quiera". Habrá tantas citas en Fahrenheit 451 como en los once films de Godard juntos... Sólo hoy me he dado cuenta de que es imposible dejar caer los libros fuera de cuadro en esta película. Debo acompañar su caída hasta el suelo. Los libros son aquí personajes, y cortar su trayecto equivale a dejar fuera de cuadro la cabeza de un actor. Notaba que algunos planos de la película eran malos desde el principio y ahora comprendo que era a causa de esto.
François Truffaut

Con esta película, François Truffaut contó con Bernard Herrmann y no con Georges Delerue el cual era su compositor habitual. 
Truffaut mantuvo un diario detallado durante la producción y luego lo publicó tanto en francés como en inglés (en Cahiers du Cinema en inglés ). En este diario, llamó a Fahrenheit 451 su experiencia cinematográfica "más triste y más difícil", principalmente debido a los intensos conflictos entre Werner y él mismo. 
La película fue para Universal Pictures su primera producción europea. 

### Actores
Julie Christie fue originalmente elegida como Linda Montag, pero no como Clarisse. Pues el papel de Clarisse se le ofreció a Jean Seberg y Jane Fonda. Tippi Hedren también se consideró para el papel, pero Alfred Hitchcock le dijo a Truffaut que ella no estaba disponible. Después de pensarlo mucho, Truffaut decidió que los personajes no deberían tener una relación entre villano y héroe, sino ser dos caras de la misma moneda y eligió a Christie para ambos papeles, aunque la idea surgió del productor, Lewis M. Allen. En una entrevista de 1998, Charles Aznavour dijo que él era la primera opción de Truffaut para interpretar el papel asignado a Werner; Aznavour dijo que Jean-Paul Belmondo era la segunda opción del director, pero los productores se negaron con el argumento de que ninguno de los dos era lo suficientemente familiar para la audiencia de habla inglesa.

### Diferencias con el libro
Esta adaptación cinematográfica, aun siendo fiel en mensaje y forma a la obra original, presenta algunas diferencia tanto en desarrollo como en el final comparada con la obra en la cual se basa. Entre las diferencias más notables se encuentran la simplificación de algunas escenas y la omisión de otras, por ejemplo en el libro a Mildred le hacen un lavado de estómago por medio de una "serpiente robótica" cosa que en la película no pasa. Además en la película se obvia la existencia del perro mecánico de los bomberos, que servía de "ejecutor" y es quien persigue a Montag en el último tramo de la novela. 
Por otro lado, el profesor Faber, un personaje clave en el libro que sirve como mentor del protagonista, tampoco aparece, aunque, se da a entender en una escena que, al menos, sí conoció a Montag y de la misma forma que lo conoce en el libro: en el parque.
El personaje de Clarisse muere a mitad del libro y nunca llega a reunirse con Montag, por lo que la escena donde Clarisse entra con Montag a la antigua casa de esta buscando unos viejos manuscritos es una implementación original.
La huida de Montag es más larga en la novela, la reunión de este con los vagabundos se plantea de forma más casual, siendo los vagabundos nómadas a diferencia de la película, también Montag es testigo de cómo una bomba impacta contra su ciudad por motivo de una guerra, la cual no se menciona en el largometraje. 
Montag tampoco ocupa un puesto como profesor en la academia de bombero, esto es una implementación original del director.

## Crítica y recepción
La película tuvo una recepción crítica mixta tras su estreno. The Time llamó a la película una "pequeña imagen extrañamente alegre que ataca con horror y humor todas las formas de tiranía sobre la mente del hombre"; "apoya firmemente la sospecha generalizada de que Julie Christie en realidad no puede actuar. Aunque interpreta a dos mujeres de disposiciones diametralmente divergentes, parecen diferir en su interpretación sólo en sus peinados". También señalaron que el "tema un tanto remoto desafió la competencia técnica [de Truffaut] más que su corazón; la película terminada mostrando al artesano más que al artista".
Ha ganado una gran aclamación de la crítica a lo largo de los años. En el sitio web del agregador de reseñas Rotten Tomatoes , la película tiene una calificación positiva del 82% entre los principales críticos de cine según 33 reseñas. El consenso crítico dice: " Fahrenheit 451 es una película intrigante que impregna el ingenio característico de Truffaut y el humor negro con la inteligencia y la moralidad de la novela de Ray Bradbury".  Martin Scorsese ha llamado a la película una "imagen subestimada", que ha influido en sus propias películas.

### Opinión de Ray Bradbury
El autor Ray Bradbury dijo en entrevistas posteriores que, a pesar de sus defectos, estaba satisfecho con la película. Le gustó especialmente el clímax de la película, donde la gente del libro camina por un campo nevado, recitando la poesía y la prosa que han memorizado, con la melodiosa partitura de Herrmann. Lo encontró especialmente conmovedor. Sin embargo, aludiendo a una posible nueva versión, Bradbury dijo en una entrevista de 2009: "El error que cometieron con la primera fue elegir a Julie Christie como la revolucionaria y la esposa aburrida".

## Lista de obras y autores mencionados
| - Las aventuras de Alicia en el país de las maravillas de Lewis Carroll. - Rebelión en la granja de George Orwell. - Arthur Schopenhauer - David Copperfield de Charles Dickens. - Don Quijote de Miguel de Cervantes. - Friedrich Nietzsche - Los viajes de Gulliver de Jonathan Swift. - Jane Eyre de Charlotte Brontë. - Leo Tolstoy - Lolita de Vladimir Nabokov. - Madame Bovary de Gustave Flaubert. - Mi lucha de Adolf Hitler. - Metafísica (Aristóteles) de Aristóteles. - Moby-Dick de Herman Melville. - Nadia de André Breton. - Otelo de William Shakespeare. - Orgullo y Prejuicio de Jane Austen. - República de Platón. - Robinson Crusoe de Daniel Defoe. - Las aventuras de Tom Sawyer de Mark Twain. - Los Hermanos Karamazov de Fyodor Dostoyevsky. - El cazador oculto o El guardián entre el centeno de J. D. Salinger - El corsario de George Byron. - The Good Life - Crónicas marcianas de Ray Bradbury. - Los papeles póstumos del Club Pickwick de Charles Dickens. - El proceso de Franz Kafka. - Walt Whitman - William Faulkner - Cumbres Borrascosas de Emily Brontë. - 1984 (novela) de George Orwell. - A History of Science & Technology. - Diario del año de la peste de Daniel Defoe. - A Year of Grace - Argos - Baby Doll - Cahiers du Cinéma - Christopher Landon - Confessions of an Irish Rebel de Brendan Behan. - Death of a Dream - Death of a Ghost by Margaret Allingham. - Death on Milestone Buttress by Glyn Carr. - Decline and Fall de Evelyn Waugh. - Don Juan de Molière. - Padres e hijos de Iván Turgénev. - Gargantúa y Pantagruel de François Rabelais. - Gasparo Hauser - La comedia humana de Honoré de Balzac. - Lo que el viento se llevó (novela) de Margaret Mitchell - Holy Deadlock de A. P. Herbert - Inspector French and the Cheyne Mystery de Freeman Wills Crofts. - Interglossa de Lancelot Hogben. - In ze pocket de Walter S. Tevis - Jazz - Jean Cocteau - Juana de Arco de Joseph Delter. - Journal of André Bulat - Journey into Space de Charles Chilton. - Justine del Marqués de Sade. - Pinocho de Carlo Collodi. - Le Monde à Côté de Gyp. - Les Deux Anglaises et le Continent de Henri-Pierre Roché. - Les Nègres de Jean Genet. - Lewis et Irène de Paul Morand. | - Look With Mother ABC Book - Lolita de Vladimir Nabokov - Marcel Proust - Marie Dubois de Jacques Audiberti. - Memoirs of Saint Simon de Louis de Rouvroy. - Metallurgy for Engineers - My Autobiography de Charles Chaplin. - My Life and Loves de Frank Harris. - My Life in Art de Constantin Stanislavski. - Nest of Vipers by Tod Claymore. - New Writing - Noventa años más sabio - No Orchids for Miss Blandish de James Hadley Chase. - Or Be the Deed - Our Nuclear Future - La peau de chagrin de Honoré de Balzac. - Petrouchka de Igor Stravinsky. - Plexus de Henry Miller - Raffles and Miss Blandish de George Orwell. - Reappraisals of History - Rebus de Paul Gegauff - Roberte ce soir de Pierre Klossowski. - Sanctuary. - Sermons and Soda-Water de John O'Hara. - She Might Have Been Queen by Geoffrey Bocca. - Social Aspects of Disease by A. Leslie Banks. - Spanish Crossword Puzzle Book - Swann's Way de Marcel Proust. - Sweet Danger by Margaret Allingham. - Tales of Mystery & Imagination de Edgar Allan Poe. - The Bodley Head - The Castle on the Hill de Elizabeth Goudge. - The Defeat of the Spanish Armada de Garrett Mattingly. - Ética a Nicómaco de Aristóteles. - The Evil of the Day by Thomas Sterling. - The Ginger Man de J. P. Donleavy - The Good Soldier Schweik de Jaroslav Hašek. - The Happy Prisoner de Monica Dickens. - The History of Torture - The House of the Arrow de A. E. W. Mason - The Jason Murders by John Newton Chance. - The Jewish Question de Jean-Paul Sartre. - The Moon and Sixpence de W. Somerset Maugham - El misterio de Jack el Destripador by Leonard Matters. - The Owls' House de Crosbie Garstin. - El retrato de Dorian Gray de Oscar Wilde. - The Pilgrim's Progress de John Bunyan. - El príncipe de Niccolò Machiavelli. - El misterio de Sittaford de Agatha Christie. - Diario del ladrón de Jean Genet. - The Voyage of the Dawn Treader de C.S. Lewis - The Walrus and the Carpenter by Lewis Carroll. - The Weather de George Kimble y Raymond Bush. - The White Friday Murders - The White Priory Murders - The World of Salvador Dali de Robert Descharnes. - Their London Cousins de Lydia Miller Middleton. - A través del espejo y lo que Alicia encontró allí de Lewis Carroll. - Vanity Fair de William Makepeace Thackeray. - Esperando a Godot de Samuel Beckett. - Weir of Hermiston de Robert Louis Stevenson. - We're Still Using That Greasy MAD Stuff (a Mad magazine compilation). - Wreck of the Running Gate - Zazie dans le métro de Raymond Queneau. |